# Tephromela alectoronica
Tephromela alectoronica är en lavart som beskrevs av Kalb. Tephromela alectoronica ingår i släktet Tephromela och familjen Mycoblastaceae.   Inga underarter finns listade i Catalogue of Life.